# Cenocorixa andersoni
Cenocorixa andersoni är en insektsart som beskrevs av Hungerford 1948. Cenocorixa andersoni ingår i släktet Cenocorixa och familjen buksimmare. Inga underarter finns listade i Catalogue of Life.